# Chiopris-Viscone
Chiopris-Viscone là một đô thị ở tỉnh Udine trong vùng Friuli-Venezia Giulia thuộc Ý, có cự ly khoảng 45 km về phía tây bắc của Trieste và khoảng 20 km về phía đông nam của Udine. Tại thời điểm ngày 31 tháng 12 năm 2004, đô thị này có dân số 639 người và diện tích là 9 km².
Chiopris-Viscone giáp các đô thị: Cormons, Medea, San Giovanni al Natisone, San Vito al Torre, Trivignano Udinese.